# Monte Rite
Monte Rite – szczyt położony w Dolomitach, o wysokości 2 181 m n.p.m., pomiędzy miejscowościami Pieve di Cadore oraz Cortiną d’Ampezzo. Ze szczytu rozciąga się panorama na okoliczne szczyty: Monte Schiara, Monte Agnèr, Monte Civetta, Marmolada, Monte Pelmo, Tofana di Rozes, Sorapis, Antelao oraz Marmarole.

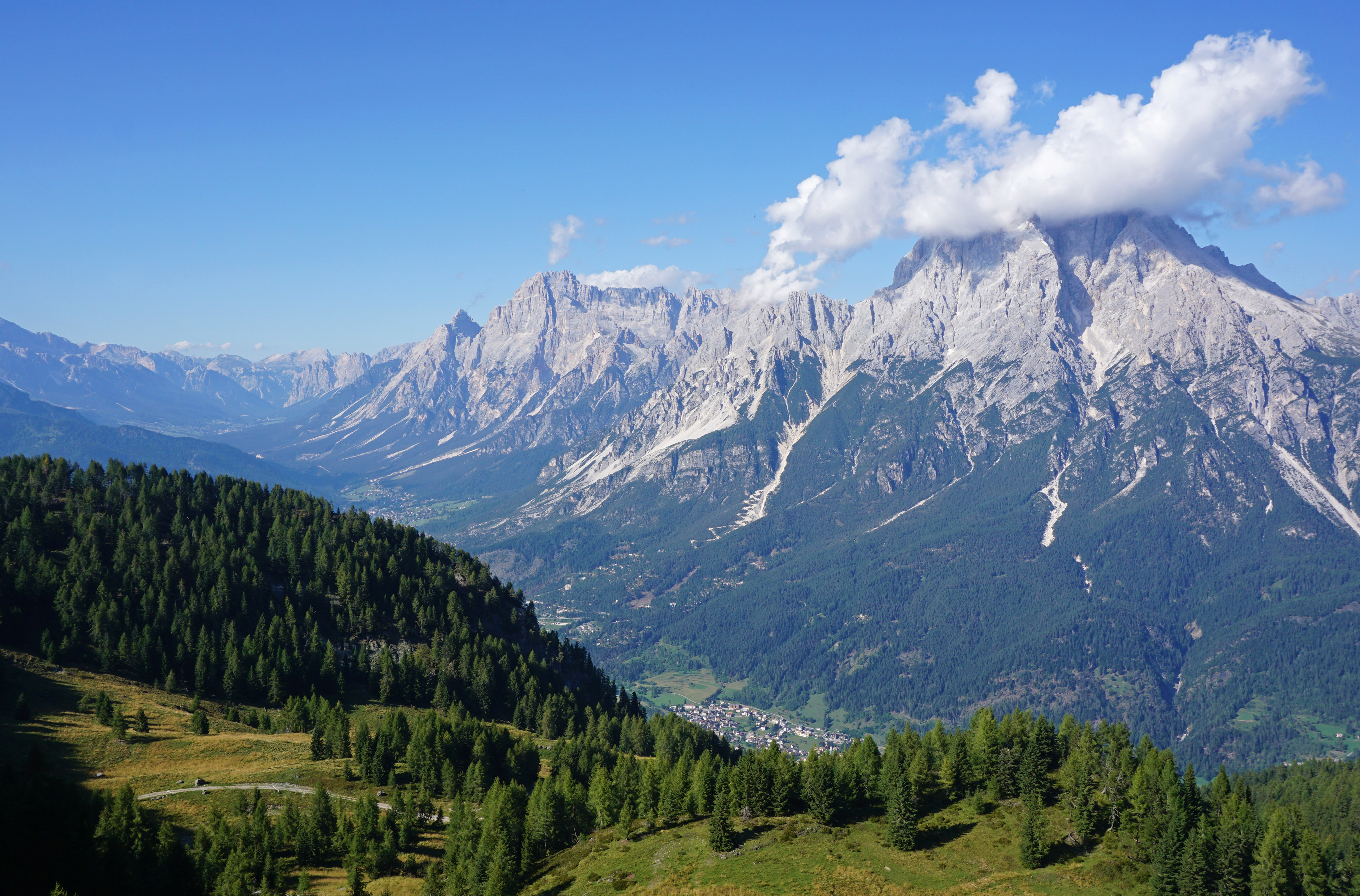
Widok z Monte Rite

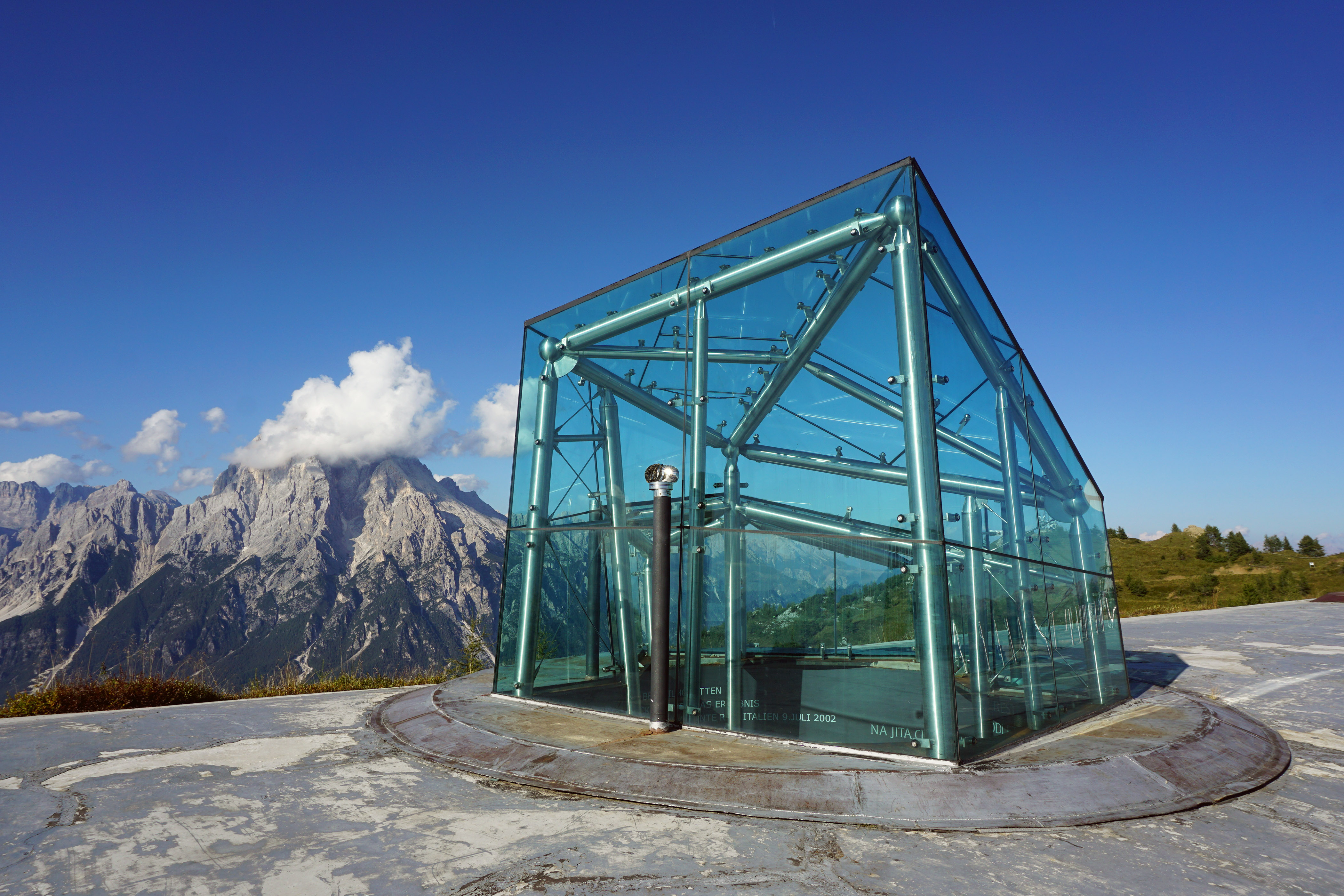
Oddział MMM – Dolomites

## Historia
Na początku XX wieku Królestwo Włoch wzmocniło swoje siły obronne w regionie Cadore w celu przeciwdziałania ewentualnej inwazji austriackiej na północną część państwa. W ramach projektu obronnego wzniesiono fortyfikacje, schrony oraz obiekty obserwacyjne. Powstał wówczas także kompleks na szczycie Monte Rite, który jednak nie stał się areną zmagań podczas I wojny światowej. W 1917 r. włoska armia opuściła obiekt, który został w następnym roku wysadzony przez siły austriackie.
Latem 1944 r. ruiny po fortyfikacjach służyły jako schronienie partyzantom z regionu Cadore. W 1997 r. Reinhold Messner rozpoczął starania o wzniesienie na Monte Rose jednego z sześciu oddziałów Messner Mountain Museum (MMM). Przy współpracy z regionem Wenecja Euganejska, Lokalnym Stowarzyszeniem Alto Bellunese, gminą Cibiana di Cadore oraz lokalną społecznością, rozpoczęto renowację obiektów przeznaczonych na przyszłe muzeum. Muzeum zostało otwarte w 2002 r., który był Międzynarodowym Rokiem Gór ustanowionym przez Organizację Narodów Zjednoczonych.

## Turystyka
Oddział Messner Mountain Museum, zlokalizowany na Monte Rite mieści ekspozycję dotyczącą skał. Prezentuje proces podboju Dolomitów, w tym życie badaczy oraz alpinistów, związanych z regionem. W zbiorach placówki znajduje się kolekcja obrazów przedstawiających Dolomity, pochodzących z różnych epok począwszy od czasów rzymskich. W budynkach muzeum organizowane są również wystawy czasowe.
Na szczyt można dotrzeć szlakiem od strony przełęczy Passo Cibiana (1530 m n.p.m.). Do muzeum kursują także busy.